# Blues News
Blues News es una revista de lengua finlandesa bimestral que se concentra en la música blues. La revista fue fundada en 1968, lo que la convierte en una de las revistas de blues más antiguas del mundo que todavía se publica.
La revista es publicada por Finnish Blues Society ry. El nombre de la sociedad entre 1986–2006 fue Suomen afroamerikkalaisen musiikin yhdistys (SAMY ry).